# Assedio di San Giovanni d'Acri (1799)
L'assedio di San Giovanni d'Acri (in turco Akka Kuşatması) del 1799 fu un assedio della città murata di Acri, da parte dei francesi, che costituì il punto di svolta della campagna d'Egitto di Napoleone Bonaparte.

## Antefatto
Sito di notevole importanza grazie alla sua strategica posizione dominante sulla strada tra l'Egitto e la Siria, Bonaparte voleva conquistare il porto di Acri dopo la sua invasione dell'Egitto. Sperava di incoraggiare una ribellione siriana contro gli Ottomani e minacciare il dominio britannico in India. Tuttavia, dopo l'assedio di Giaffa i difensori della cittadella erano diventati più agguerriti.

## L'assedio

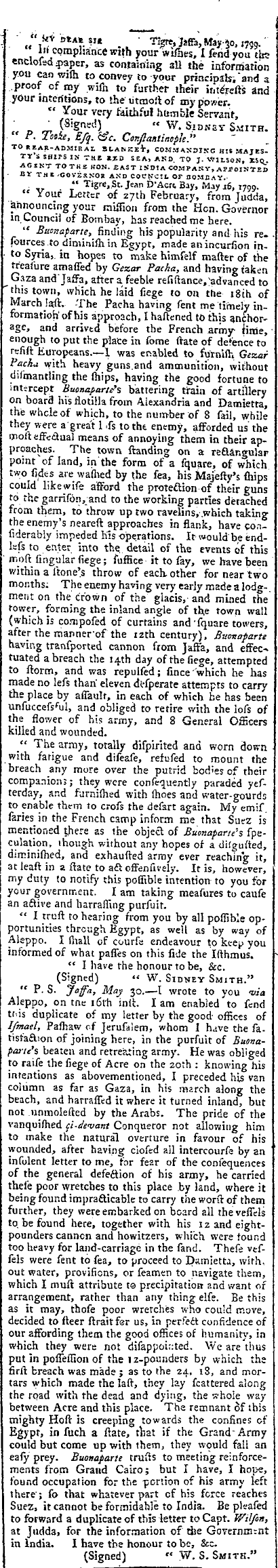
Descrizione dell'assedio di Acri da parte di Sidney Smith, The Times, 2 agosto 1799

I francesi tentarono di assediare la città il 20 marzo usando soltanto la fanteria. Napoleone credeva che la città sarebbe capitolata rapidamente. In una corrispondenza con uno dei suoi ufficiali subalterni espresse la sua convinzione che in sole due settimane avrebbe conquistato il fulcro della Terra santa prima di marciare su Gerusalemme.
Tuttavia, le truppe dell'esperto Ahmad al-Jazzar Pascià rifiutarono di arrendersi e resistettero all'assedio per un mese e mezzo. Haim Farhi, consigliere ebreo di al-Jazzar e suo braccio destro, giocò un ruolo chiave nella difesa della città, sovraintendendo direttamente alla battaglia contro gli assedianti. Dopo la precedente conquista di Jaffa da parte di Napoleone, le scatenate truppe francesi avevano selvaggiamente saccheggiato la città e migliaia di prigionieri ottomani e albanesi erano stati massacrati sulla riva del mare, prima che i francesi si spostassero più a nord. Questi fatti erano ben noti ai cittadini e alle truppe che difendevano la città di Acri (molte delle quali albanesi) e, per questo, probabilmente, la loro resistenza s'inasprì.
Giunse una flottiglia della Royal Navy, al comando del commodoro Sidney Smith, per aiutare i difensori ottomani e rifornire la città con altri cannoni e marinai. Smith usò il suo dominio del mare per catturare le macchine d'assedio francesi, trasferite via mare dall'Egitto, e per bombardare la strada costiera che portava a Jaffa. Un esperto di artiglieria della flotta, Antoine de Phélippeaux, già compagno d'accademia militare di Napoleone, piazzò contro le forze di Napoleone tutti i pezzi di artiglieria che gli inglesi avevano intercettato.
Smith ancorò le HMS Tiger e Teseo in modo che le loro bordate potessero aiutare la difesa e vennero così respinti numerosi attacchi francesi.
Il 16 aprile venne combattuta la battaglia del monte Tabor e, ai primi di maggio, giunsero, via terra, nuove forze francesi di artiglieria per aiutare nell'assedio quelle già presenti, consentendo di creare una breccia nelle difese. Al culmine dell'assalto, la forza assediante riuscì a creare una breccia nelle mura.

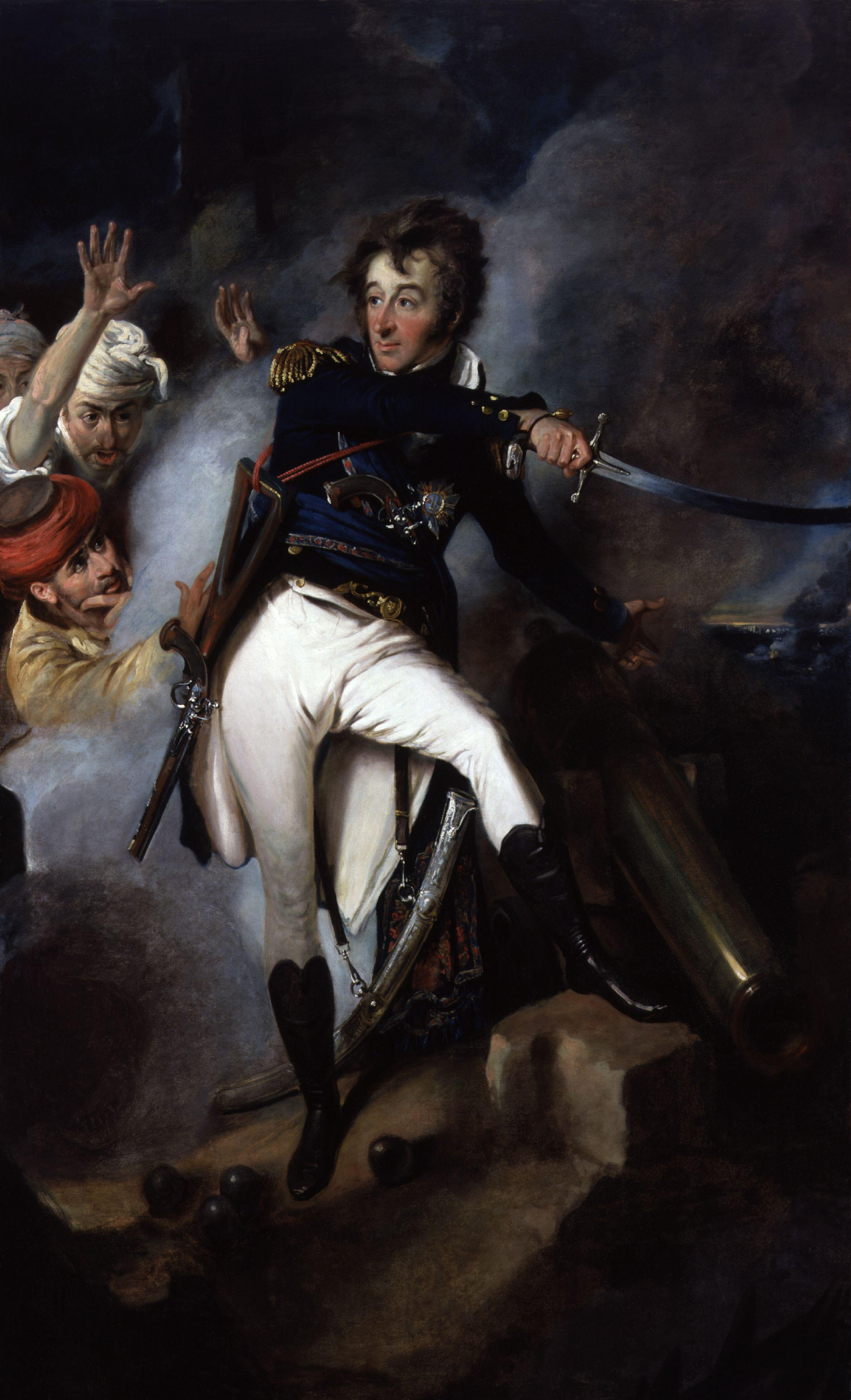
Pittura illustrante il punto di vista britannico, che assegnava il ruolo principale dell'assedio di Acri all'ammiraglio Smith, relegando quello dei turchi ad un ruolo secondario.

Anche la marina francese intervenne: un squadrone di tre fregate e due brigantini, al comando del contrammiraglio Jean-Baptiste Perrée, riuscì a violare il blocco inglese, portando agli assedianti viveri, munizioni e anche cannoni.
Tuttavia, dopo tanta sofferenza e molte vittime necessarie per aprire questa breccia d'ingresso, i soldati di Napoleone cercarono di penetrare in città dove Farhi e Phélippeaux avevano, nel frattempo, costruito un secondo muro, diversi metri più alto all'interno della città, dove c'era il giardino di al-Jazzar. La scoperta di questa nuova costruzione convinse Napoleone ed i suoi uomini che la probabilità di prendere la città erano ormai ridotte al minimo. Inoltre, dopo che erano stati efficacemente respinti gli assalti, giunsero ai turchi rinforzi da Rodi.
Dopo aver sottovalutato l'efficacia dell'atteggiamento ostinato dei difensori, combinato con il blocco britannico dei rifornimenti francesi e le dure condizioni atmosferiche, le forze di Napoleone vennero lasciate alla fame e al freddo. Inoltre, la peste aveva colpito il campo francese a causa delle condizioni disperate degli uomini e aveva ormai portato alla morte circa 2 000 soldati.
Durante tutto l'assedio, sia Napoleone che Jezzar cercarono invano l'appoggio del capo degli shihab, Bashir, dominatore di gran parte dell'attuale Libano, ma questi rimase neutrale. Furono i francesi a subire le conseguenze dall'atteggiamento di Bashir, la cui azione avrebbe potuto modificare l'equilibrio.
Infine, l'assedio fu tolto. Napoleone Bonaparte si ritirò, due mesi dopo, il 21 maggio dopo il fallimento di un assalto finale del 10 maggio, e rientrò in Egitto.

## Significato
Nel 1805, Napoleone disse che se: 
(Napoleone)
L'allusione all'antichità classica, inclusa nel discorso, si riferiva al Battaglione sacro ed ai persiani immortali—élite, rispettivamente, della città stato di Tebe e dei re di Persia della Dinastia achemenide, e alla battaglia di Isso dove Alessandro Magno sconfisse in modo decisivo questi ultimi. (In realtà, anche se Acri non fu conquistata, Napoleone chiamò "Gli immortali" i soldati della sua Guardia Imperiale.)
Alcuni sostengono che la dichiarazione attribuita a Napoleone durante la guerra, secondo la quale avrebbe promesso di restituire la terra agli ebrei se avesse conquistato la Palestina, aveva lo scopo di ottenere la benevolenza di Farhi e di fargli tradire gli ottomani, passando a sostenere i francesi.
Tuttavia, Napoleone non mostrò mai alcun interesse particolare a conquistare gli ebrei di Palestina durante la sua campagna, anche se tra gli ebrei siriani correva voce che una volta che Napoleone avesse preso Acri, sarebbe andato a Gerusalemme a ripristinare il Tempio di Salomone e lo avrebbe assegnato agli ebrei (e ai cristiani copti) nell'Egitto controllato dai francesi. Qualunque fossero state le reali intenzioni di Napoleone, queste storie, tesi e voci sono considerate tra i primi precursori di quello che sarebbe diventato il movimento sionista.

## Acri oggi
Nella Acri di oggi, la collina sulla quale Napoleone impostò il suo campo, a sud-est delle mura della città, è ancora nota come "Collina di Napoleone" (גבעת נפוליון). Acri ha anche una via Napoleone Bonaparte (רחוב נפוליון בונפרטה), l'unica strada in Israele che porta questo nome.
Tra la popolazione araba della città vecchia di Acri, la conoscenza che i loro antenati avessero resistito con successo al fuoco di fila di un tale conquistatore di fama mondiale, è fonte di orgoglio civico e di patriottismo locale. In un racconto popolare diffuso tra gli arabi di Acri, Napoleone, dopo l'assedio di Acri, nel lasciare la città, sparò un colpo di cannone contro la città inserendo al posto del proiettile il suo cappello «...in modo che almeno parte di lui sarebbe entrata ad Acri».
|  |  |  |  |